# KIF København
El KIF København fue un club de balonmano danés fundado en 2012, a partir de la fusión entre el AG København y el KIF Kolding, debido a la crisis económica que sufrieron los de Copenhague. 
La base del equipo se basó en gran parte en los jugadores que militaban en ambos clubes, aunque algunos decidieron marcharse, como en el caso de Mikkel Hansen que se marchó al Paris Saint-Germain Handball.

## Palmarés
- Liga danesa de balonmano (1): 2013–14
- Copa de Dinamarca de balonmano (1): 2013

- Datos: Q3080188
- Multimedia: KIF Kolding København / Q3080188